# Dél-Ubangi tartomány
A Dél-Ubangi tartomány (Province du Sud-Ubangi) a Kongói Demokratikus Köztársaság 2005-ös alkotmánya által létrehozott közigazgatási egység. Az alkotmány többszöri halasztás után 2015-ben lépett hatályba. Az új alkotmány a korábbi Egyenlítői tartományt négy részre osztotta fel, melyeknek egyike lett Dél-Ubangi tartomány,  az Egyenlítői tartomány jelenlegi körzete. A tartomány az ország északnyugati részében fekszik, az Ubangi folyó folyik át rajta. Keleten az Észak-Ubangi és Mongala tartományok, délen az új Egyenlítői tartomány határolja. Északon a Közép-afrikai Köztársasággal, nyugaton a Kongói Köztársasággal határos. Fővárosa és egyben legnagyobb városa Gemena. A tartomány nemzeti nyelvei a lingala és a szuahéli.

## Területi felosztása
A tartomány körzetei az új alkotmány szerint:
- Libenge-Zongo
- Kungu
- Gemena
- Budjala